# Agrochola convergens
Agrochola convergens là một loài bướm đêm trong họ Noctuidae.